# Моаи
Моаите са монолитни човешки фигури, издялани от камък на Великденския остров. Повечето датират от периода между 1250 г. и 1500 г.
Близо половината са все още в Рано Рараку – главната каменоломна, но стотици са изнесени от там и са разположени на аху (платформи), които са предимно по периметъра на острова. В центъра а острова има само 3 фигури на жени, наречени „Адели“, „Елън“ и „Ао Моай“. Не е ясно защо те са отделени – предполага се, че са изработени от отделно семейство, което е изгонено от останалите.
Почти всички моаи имат огромни глави – 3/7 от размера на телата им.
Моаите са „живите лица“ и представляват главно смесица от обожествени праотци, животни и роднини. Много от тях са разрушени по време на войни между кланове.
Процесът по изработване и пренасяне на статуите изисква значителен интелект, ресурси и творчество и се счита за значително постижение на човешкото изкуство. Най-високият изправен моай – „Паро“, бил почти 10 метра висок и тежал 82 тона. Вторият моай – „Чико“, е с височина 8 метра и тежи 65 тона, но е съборен.
|  | Тази страница частично или изцяло представлява превод на страницата Moai в Уикипедия на английски. Оригиналният текст, както и този превод, са защитени от Лиценза „Криейтив Комънс – Признание – Споделяне на споделеното“, а за съдържание, създадено преди юни 2009 година – от Лиценза за свободна документация на ГНУ. Прегледайте историята на редакциите на оригиналната страница, както и на преводната страница, за да видите списъка на съавторите. ВАЖНО: Този шаблон се отнася единствено до авторските права върху съдържанието на статията. Добавянето му не отменя изискването да се посочват конкретни източници на твърденията, които да бъдат благонадеждни. |